# Pórtico

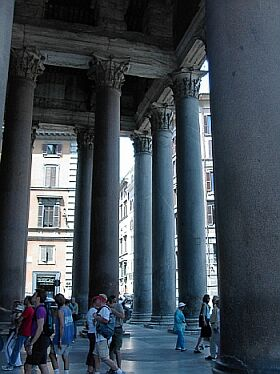
Sob o pórtico do Panteão, em Roma

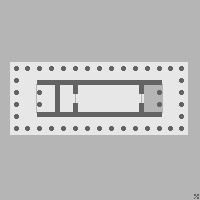
Diagrama de um templo com a localização do pronau em destaque

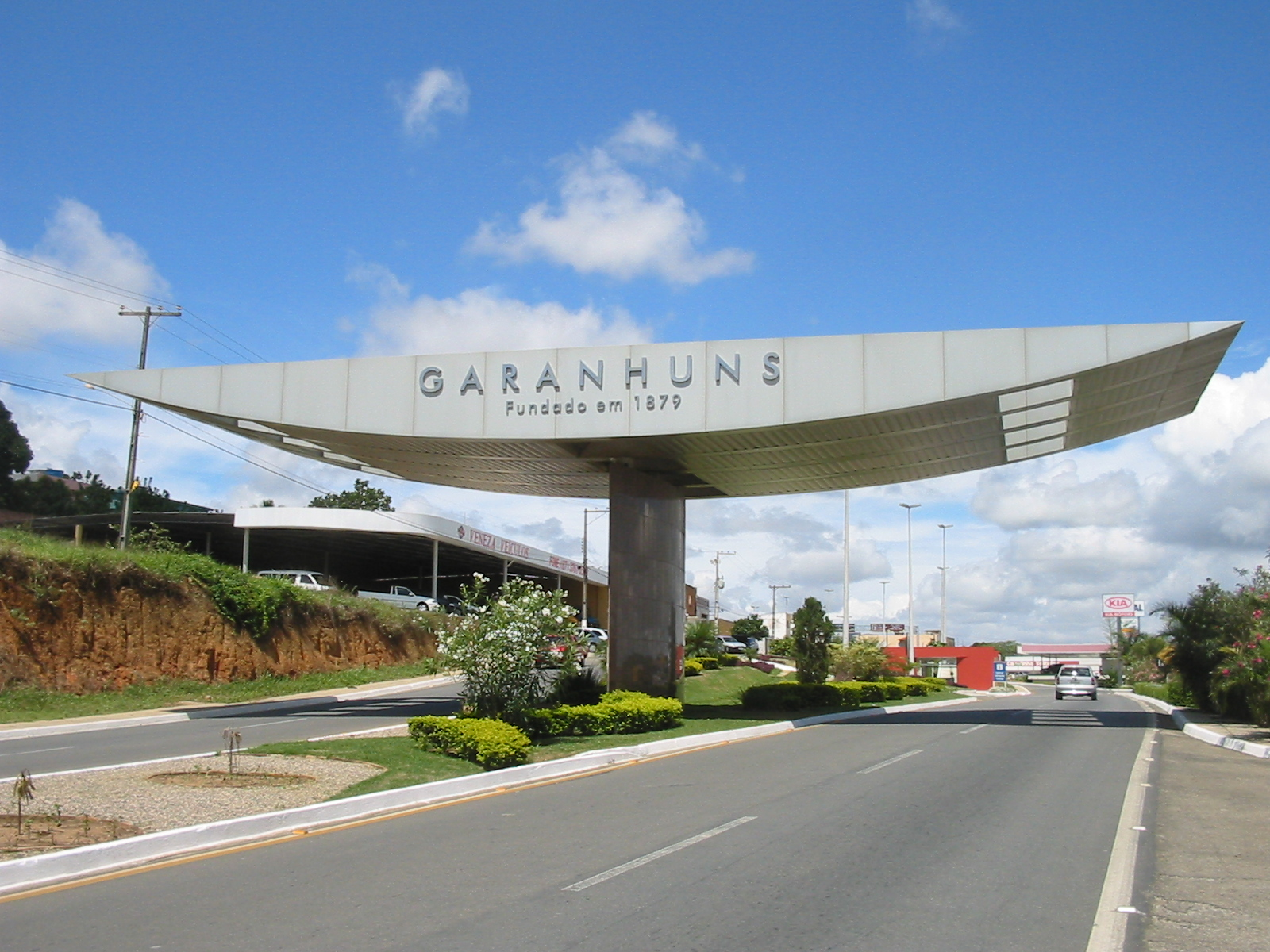
Pórtico na entrada de Garanhuns

Na arquitetura, um pórtico é o local coberto à entrada de um edifício, de um templo ou de um palácio. Pode se estender ao longo de uma colunata, com uma estrutura cobrindo uma passarela elevada por colunas ou fechada por paredes. A ideia apareceu na Grécia antiga e influenciou diversas culturas, incluindo a maioria das ocidentais. O pórtico tem, geralmente, dimensões menores que um portal.
Alguns exemplos famosos de pórticos são o Pórtico Leste do Capitólio dos Estados Unidos, e o pórtico que adorna o Panteão, em Roma.
A cidade de Bolonha, na Itália, é muito famosa por seus pórticos. No total, existem lá mais de 45 quilômetros de arcadas, 38 só no centro da cidade. O pórtico mais comprido do mundo, com cerca de 3,5 km, vai dos limites da cidade até o Santuário da Madonna de San Luca.
O pronau é a área interna de um pórtico em um templo grego ou romano, situado entre a colunata ou as paredes do pórtico e a entrada da cela, ou santuário. Os templos romanos costumavam ter um pronau aberto, quase sempre somente com colunas e sem paredes, e este pronau podia ser tão longo quanto a cela. A palavra pronau significa "diante do templo" (nau). Em latim o pronau podia ser chamado de ântico ou prodomo.

## Tipos de pórtico
Os diversos tipos de pórtico recebem os respectivos nomes de acordo com o número de colunas que elas possuem.

### Tetrastilo

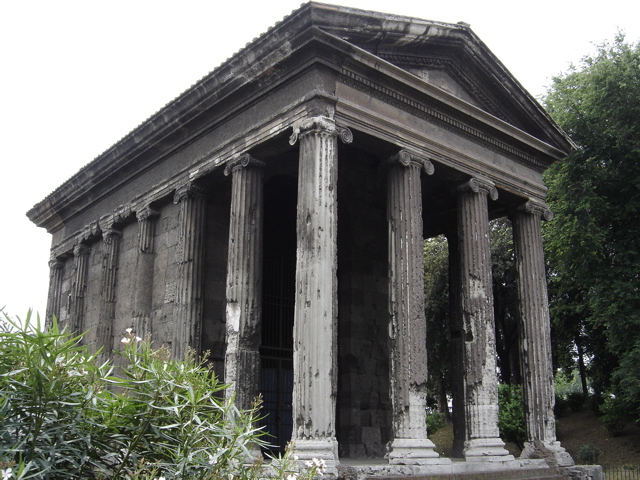
Templo de Portuno com seu pórtico tetrastilo de quatro colunas jônicas

O tetrastilo tem quatro colunas; era comumente empregado pelos gregos e pelos etruscos para pequenas estruturas tais como edifícios públicos e altares anfipróstilos.
Os romanos favoreciam o uso do pórtico de quatro colunas em seus templos pseudoperípteros, tais como o Templo de Portuno, e para anfipróstilos como o Templo de Vênus e Roma, e para prostilos de grandes edifícios públicos como a Basílica de Constantino.

### Hexastilo
Hexastilos tinham seis colunas e eram a fachada padrão da arquitetura dórica canônica na Grécia antiga entre o período arcaico (600  550 a.C.) até o chamado Século de Péricles (450–430 a.C.)

#### Hexastilo grego

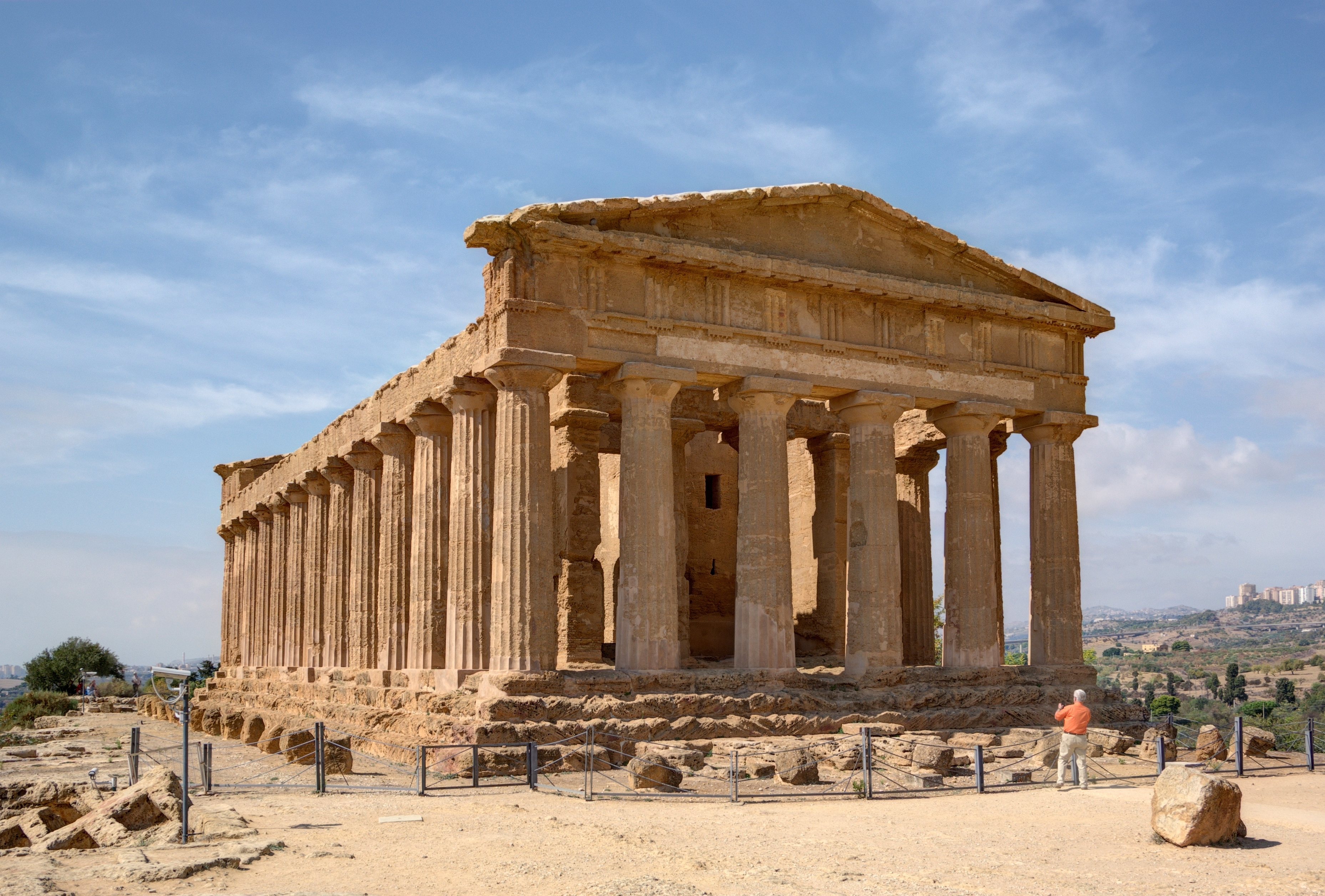
O Templo da Concórdia (hexastilo) em Agrigento (ca.)

Alguns exemplos conhecidos de templos hexastilos gregos no estilo dórico clássico:
- O grupo de templos em Pesto, que compreende o templo de Hera (c. 550 a.C.), o templo de Apolo (c. 450 a.C.), o primeiro templo de Atena ("Basílica") (c. 500 a.C.) e o segundo templo de Hera (460–440 a.C.)
- O templo de Atena Afeia ("a invisível") em Égina c.495 a.C.
- O templo E em Selinunte (465–450 a.C.) dedicado a Hera
- O templo de Zeus em Olímpia, atualmente em ruínas
- O templo F, chamado de "Templo da Concórdia", em Agrigento (c. 430 a.C.), um dos mais bem-preservados templos gregos, que mantém ainda quase todo o seu peristilo e seu entablamento.
- O "templo inacabado" de Segesta (c. 430 a.C.)
- O Templo de Hefesto, ao pé da Acrópole de Atenas, conhecido como "Teseu" (449–444 a.C.), também um dos templos gregos mais bem-preservados)
- O templo de Posidão no cabo Sunião (c. 449 a.C.)

Hexastilos também eram usados em templos jônicos, como o prostilo do santuário de Atena no Erectéion, na Acrópole de Atenas.

#### Hexastilo romano
Com a colonização do sul da Itália pelos gregos, os hexastilos foram adotados pelos etruscos e adquiridos subsequentemente pelos romanos. O gosto romano preferia edifícios pseudoperipterais e anfiprostilos com colunas altas, elevadas em pódios para obter o acréscimo de pompa e grandiosidade que a altura considerável gerava. A Maison Carrée em Nîmes, na França, é o hexastilo romano mais bem-preservado a ter sobrevivido da Antiguidade Clássica.

### Octostilo

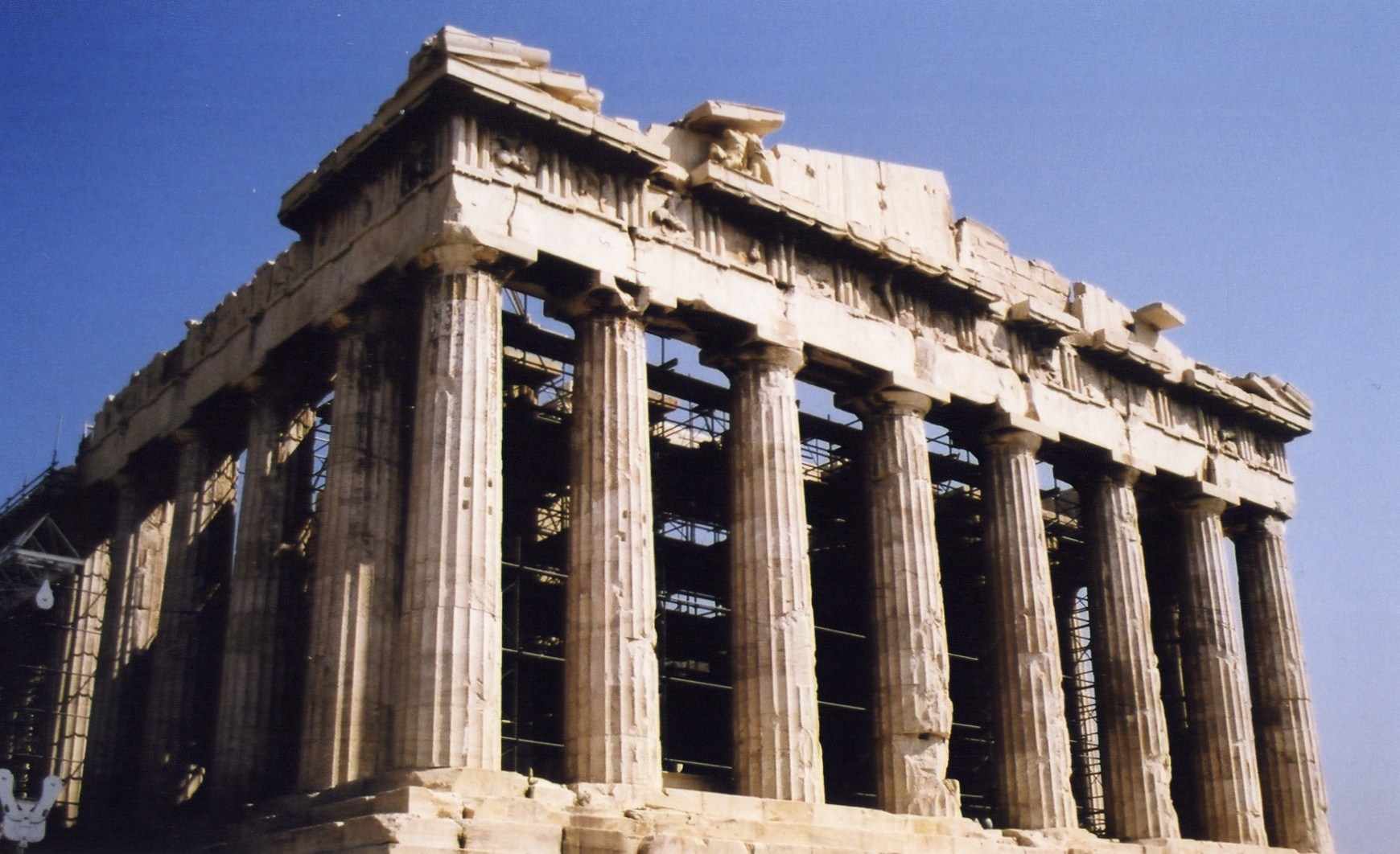
Lado oeste do Partenão

Octostilos eram edifícios com oito colunas; eram consideravelmente mais raros que os hexastilos no cânone arquitetônico clássico grego. Os edifícios octostilos mais conhecidos a terem sobrevivido desde a Antiguidade são o Partenão de Atenas, construído durante o chamado Século de Péricles (450–430 a.C.), e o Panteão, em Roma (125).

### Decastilo
O decastilo apresenta dez colunas, como no templo de Apolo Didimeu em Mileto e no pórtico da University College de Londres.

## Ver também

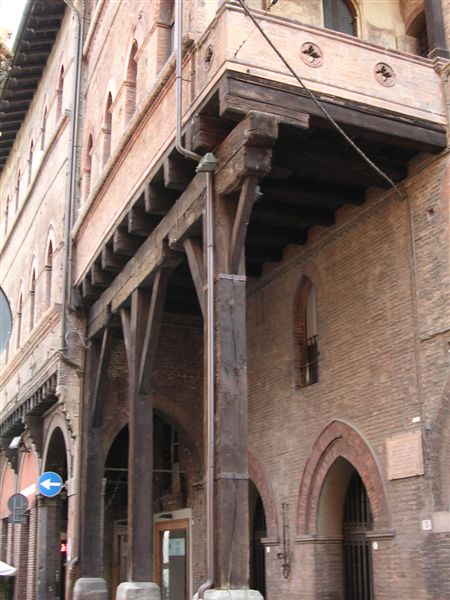
Pórtico próximo à praça Santo Stefano, em Bolonha